# Wapiennik (Miedźno)
Pour les articles homonymes, voir Wapiennik.
Wapiennik est une localité polonaise de la gmina de Miedźno, située dans le powiat de Kłobuck en voïvodie de Silésie.